# Années 1690 av. J.-C.
Les années 1690 av. J.-C. couvrent les années de 1699 av. J.-C. à 1690 av. J.-C.

## Évènements
- 1690-1674 av. J.-C.[1] : règne de Libaia, roi d’Assyrie[2].